# Rāmpura (ort i Indien, Madhya Pradesh, Neemuch)
Rāmpura är en ort i Indien.   Den ligger i distriktet Neemuch och delstaten Madhya Pradesh, i den centrala delen av landet, 500 km söder om huvudstaden New Delhi. Rāmpura ligger 411 meter över havet och antalet invånare är 18 495.
Terrängen runt Rāmpura är huvudsakligen platt, men den allra närmaste omgivningen är kuperad. Runt Rāmpura är det ganska tätbefolkat, med 155 invånare per kvadratkilometer. Närmaste större samhälle är Manāsa, 17,4 km väster om Rāmpura. Trakten runt Rāmpura består till största delen av jordbruksmark.